# Hugh Glass

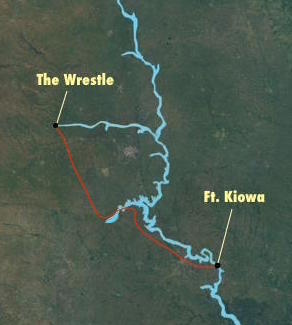
Route van Glass’ reis van de Grand River tot Fort Kiowa

Hugh Glass (ca. 1783 - 1833)  was een Amerikaans kolonist en pelsjager, bekend wegens zijn avonturen in het American West in de eerste periode van de negentiende eeuw.

## Biografie
Er zijn weinig details gekend over de vroege jaren van Glass. Hij werd waarschijnlijk geboren in 1783 in de Province of Pennsylvania uit ouders van Ierse of Schotse afkomst.
In 1822 reageerde hij op een advertentie in de Missouri Gazette and Public Advertiser geplaatst door generaal William Henry Ashley, die 100 man zocht voor de Rocky Mountain Fur Company om de Missouri op te varen voor de pelshandel. Wanneer Glass zich op een dag van de groep afscheidde om op verkenning te gaan, werd hij aangevallen door een grizzlybeer. Zijn collega's vonden zijn bewusteloze lichaam. Ondanks zijn hevige verwondingen was Glass nog steeds in leven. Omdat ze zich op gevaarlijk terrein begaven en de winter op komst was, betaalde de kapitein van de expeditie John Fitzgerald en de jonge Jim Bridger om bij Glass te blijven en hem te begraven zodra hij overleden was. Maar wanneer Fitzgerald in de buurt van hun kamp een vijandige indianengroep opmerkte, besloot het tweetal om Glass te beroven en voor dood achter te laten. Ondanks zijn verwondingen kwam Glass bij en vond zichzelf verlaten en zonder wapens. Hij slaagde erin in zes weken tijd de 200 mijl te overbruggen en het nabijgelegen Fort Kiowa te bereiken. De wraakzuchtige Glass ging op zoek naar John Fitzgerald en Jim Bridger, maar doodde hen niet na hen gevonden te hebben.
Glass ging weer aan het werk als pelsjager en later als jager voor het garnizoen in Fort Union. Hij werd samen met enkele andere pelsjagers gedood door Arikara-indianen in de winter van 1833 aan de Yellowstonerivier.

## Publicaties en verfilming

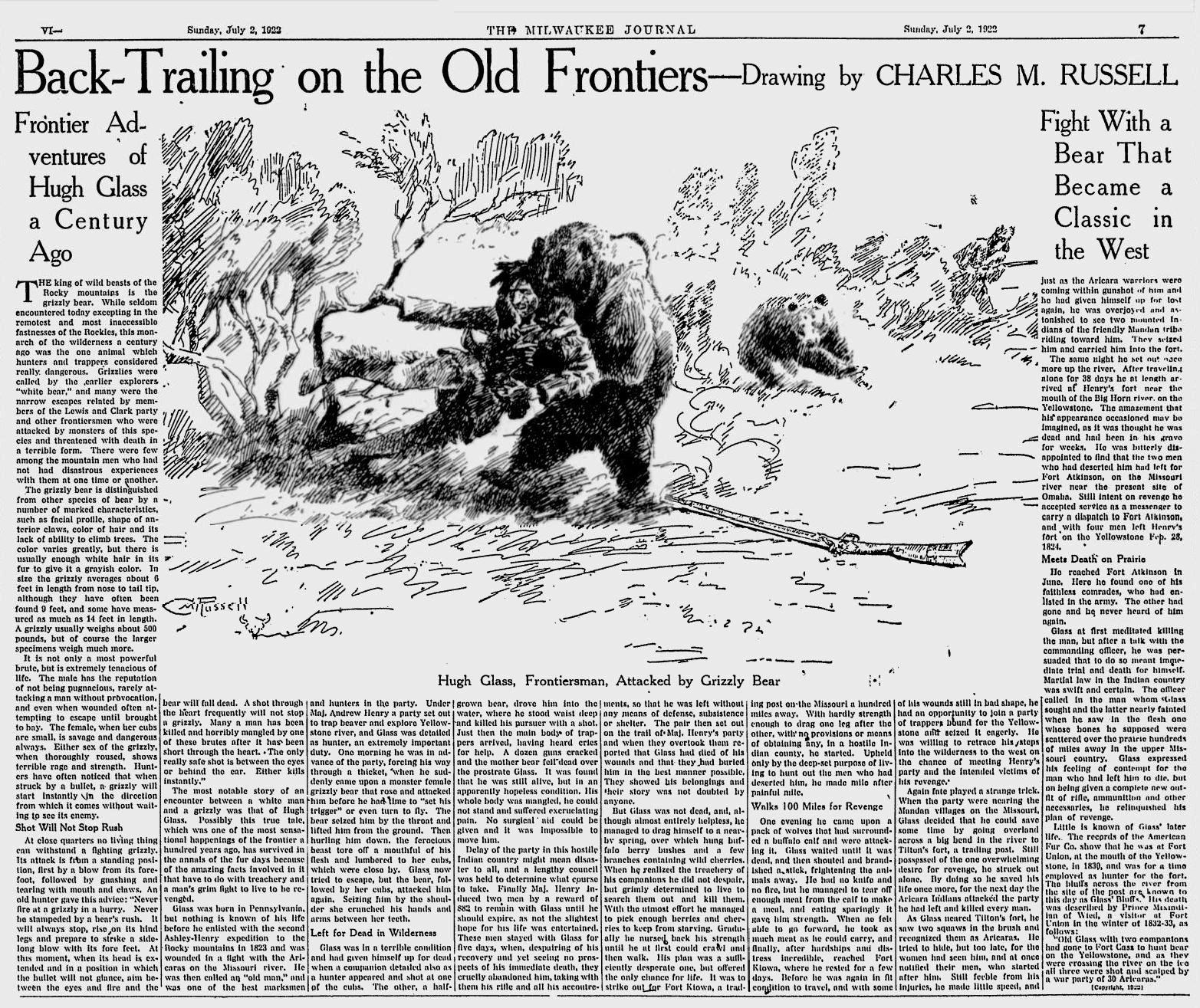
Nieuwsartikel Milwaukee Journal 1922

Verschillende boeken en films zijn gebaseerd op het levensverhaal van Hugh Glass:
- Lord Grizzly, een boek van Frederick Manfred uit 1954.
- Man in the Wilderness, een western uit 1971, losjes gebaseerd op de avonturen van Glass.
- Wilderness, een fictieboek van Roger Zelazny en Gerald Hausman uit 1994, waar de avonturen van John Colter en Hugh Glass samengevoegd worden.
- Six Weeks, een lied van Of Monsters and Men, geïnspireerd op het verhaal van Glass.
- Wraak (originele titel: The Revenant), een boek van Michael Punke uit 2002.
- The Revenant, een Amerikaanse film uit 2015, gebaseerd op het gelijknamige boek, met Leonardo DiCaprio in de rol van Hugh Glass.

### Verdere literatuur
- Jon T. Coleman. Here Lies Hugh Glass: A Mountain Man, a Bear, and the Rise of the American Nation (2013)
- Dale L. Morgan. Jedediah Smith and the Opening of the American West (1952)
- "Hugh Glass", Bruce Bradley (1999) ISBN 0-9669005-0-2
- "Lord Grizzly", Fredrick Manfred (1954) ISBN 0-8032-8118-8
- "Saga of Hugh Glass: Pirate, Pawnee and Mountain Man", John Myers Myers (1976) ISBN 0-8032-5834-8
- "Hugh Glass, Mountain Man", Robert M. McClung (1990) ISBN 0-688-08092-8
- "The Song of Hugh Glass" (part of "A Cycle of the West"), John G. Neihardt (1915)